# Arnardrangur (Hjörleifshöfði)
Pour les articles homonymes, voir Arnardrangur.
L'Arnardrangur, toponyme islandais signifiant littéralement en français « le rocher de l'aigle », est un ancien stack d'Islande situé dans le Sud du pays, à proximité immédiate de la Hjörleifshöfði située au nord et du Lásadrangur, un autre rocher, au nord-ouest.